# Хайнрих III фон Золмс-Отенщайн
Хайнрих III фон Золмс-Отенщайн (на немски: Heinrich III von Solms-Ottenstein; † сл. 5 февруари 1424/1425, Цутфен, Нидерландия) е граф на Золмс и господар на замък Отенщайн в Ахауз, Северен Рейн-Вестфалия.

## Биография
Той е син на граф Йоханес II фон Золмс-Браунфелс († 1402/1406) и съпругата му Ирмгард фон Щайнфурт († сл. 1359), дъщеря на Лудолф VII фон Щайнфурт († 1360) и Петронела фон Билщайн († 1369).
Хайнрих III умира сл. 5 февруари 1424 г. в Цутфен, Гелдерланд, Нидерландия, и е погребан в Цутфен. Линията му изчезва по мъжка линия през 1424 г.

## Фамилия
Хайнрих се жени пр. 21 юни 1416 г. за Агнес фон Еверщайн († 1443), дъщеря на граф Ото VI фон Еверщайн-Поле († 1373) и Агнес фон Хомбург († сл. 1409). Те имат две дъщери:
- Агнес фон Золмс († 29 декември 1439), омъжена на 10 декември 1418 г. за Ото фон Бронкхорст († 23 февруари 1458)
- Ирмгард фон Золмс († 27 август 1452), абатиса на Нойенхеерзе (1420 – 1432), абатиса на Боргхорст и Ноттулн (1432 – 1452), абатиса на Нойенхеерзе (1437 – 1442)